# Periochi Kritou Marottou
Das Fauna-Flora-Habitat-Gebiet Periochi Kritou Marottou (griechisch: Περιοχή Κρήτου Μαρόττου) liegt südöstlich der Ortschaft Kritou Marottou im Westen der Insel Zypern. Das etwa 4,9 Hektar große Schutzgebiet umfasst unter anderem einen kleinen Zufluss des Flusses Ezousa mit einem Bestand des Lebensraumtyps 93A0 (Wälder mit Quercus infectoria).
Periochi Kritou Marottou ist das kleinste der zypriotischen FFH-Gebiete.

## Schutzzweck
Folgende Lebensraumtypen nach Anhang I der FFH-Richtlinie sind für das Gebiet gemeldet:
| EU Code | * | Lebensraumtyp (offizielle Bezeichnung)                                 | Fläche [ha] |
| ------- | - | ---------------------------------------------------------------------- | ----------- |
| 5420    |   | Sarcopoterium spinosum — Phryganes                                     | 0,05        |
| 93A0    |   | Wälder mit Quercus infectoria (Anagyro foetidae-Quercetum infectoriae) | 1,48        |